# Franz Barwig

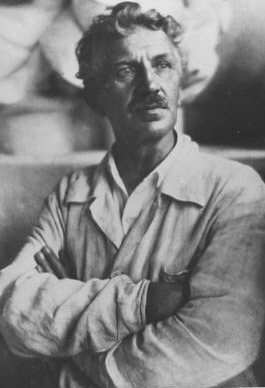

Franz Barwig (19 de abril de 1868 – 15 de maio de 1931) foi um escultor austríaco. O seu trabalho fez parte do evento de escultura na competição de arte nos Jogos Olímpicos de Verão de 1928. Ele cometeu suicídio disparando contra si mesmo em 1931.